# Problepsis vulgaris
Problepsis vulgaris är en fjärilsart som beskrevs av Arthur Gardiner Butler, 1889. Problepsis vulgaris ingår i släktet Problepsis och familjen mätare. Inga underarter finns listade i Catalogue of Life.

## Bildgalleri

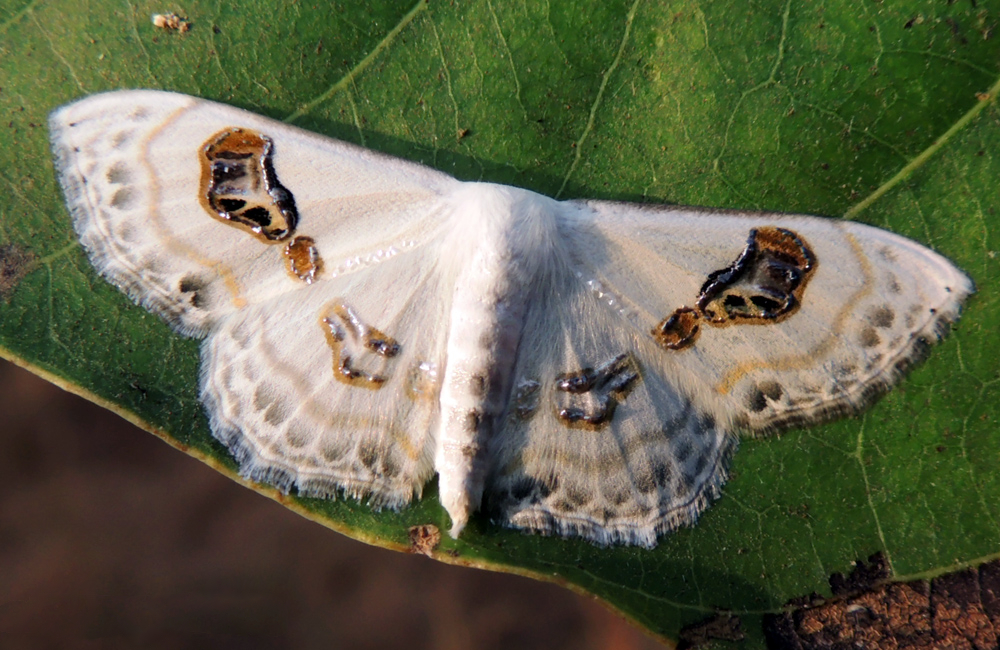